# El Masnou
El Masnou – gmina w Hiszpanii, w prowincji Barcelona, w Katalonii, o powierzchni 3,21 km². W 2011 roku gmina liczyła 22 550 mieszkańców.